# Западен Сепик
Западен Сепик (официално име) или Сандаун е провинция на Папуа Нова Гвинея. Площта ѝ е 35 820 квадратни километра и има население от 248 411 души (по преброяване от юли 2011 г.). Намира се в часова зона UTC+10. Разделена е на 4 окръга.